# Taya (Algeria)
Taya  è un comune dell'Algeria, situato nella provincia di Sétif.